# 짧은코멧밭쥐
짧은코멧밭쥐(Reithrodontomys brevirostris)는 비단털쥐과에 속하는 설치류의 일종이다. 코스타리카와 니카라과에서 발견된다.